# Constantin Turtă
Constantin Turtă (n. 20 decembrie 1940 – d. 23 martie 2015) este un specialist în domeniul chimiei coordinative și aplicării spectroscopiei Mossbauer în chimie, care a fost ales ca membru corespondent al Academiei de Științe a Moldovei.
În perioada 2000-2004 a îndeplinit funcția de secretar științific general al Academiei de Științe a Moldovei